# Operahuis (Oslo)

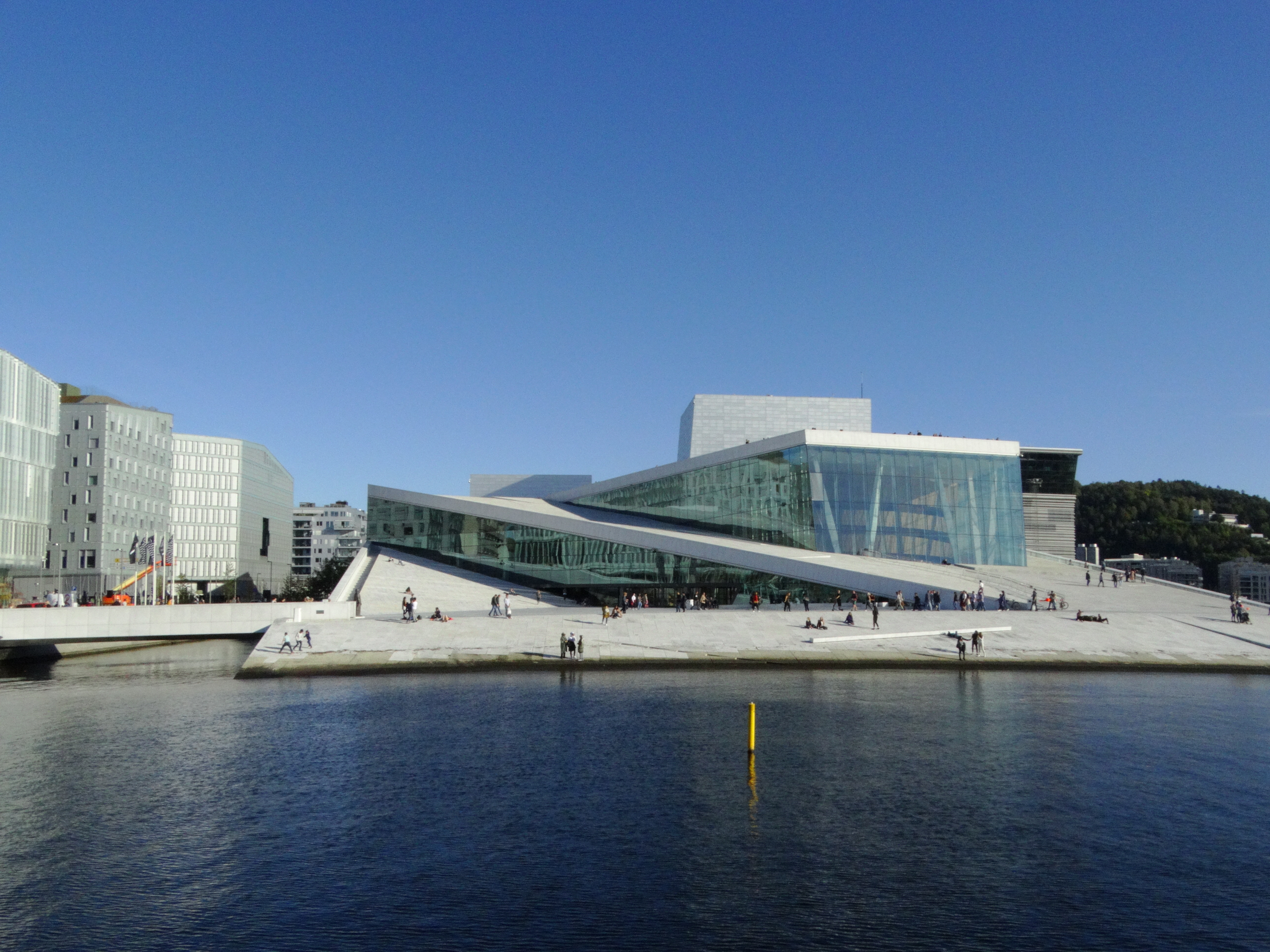
Het Operahuis van Oslo

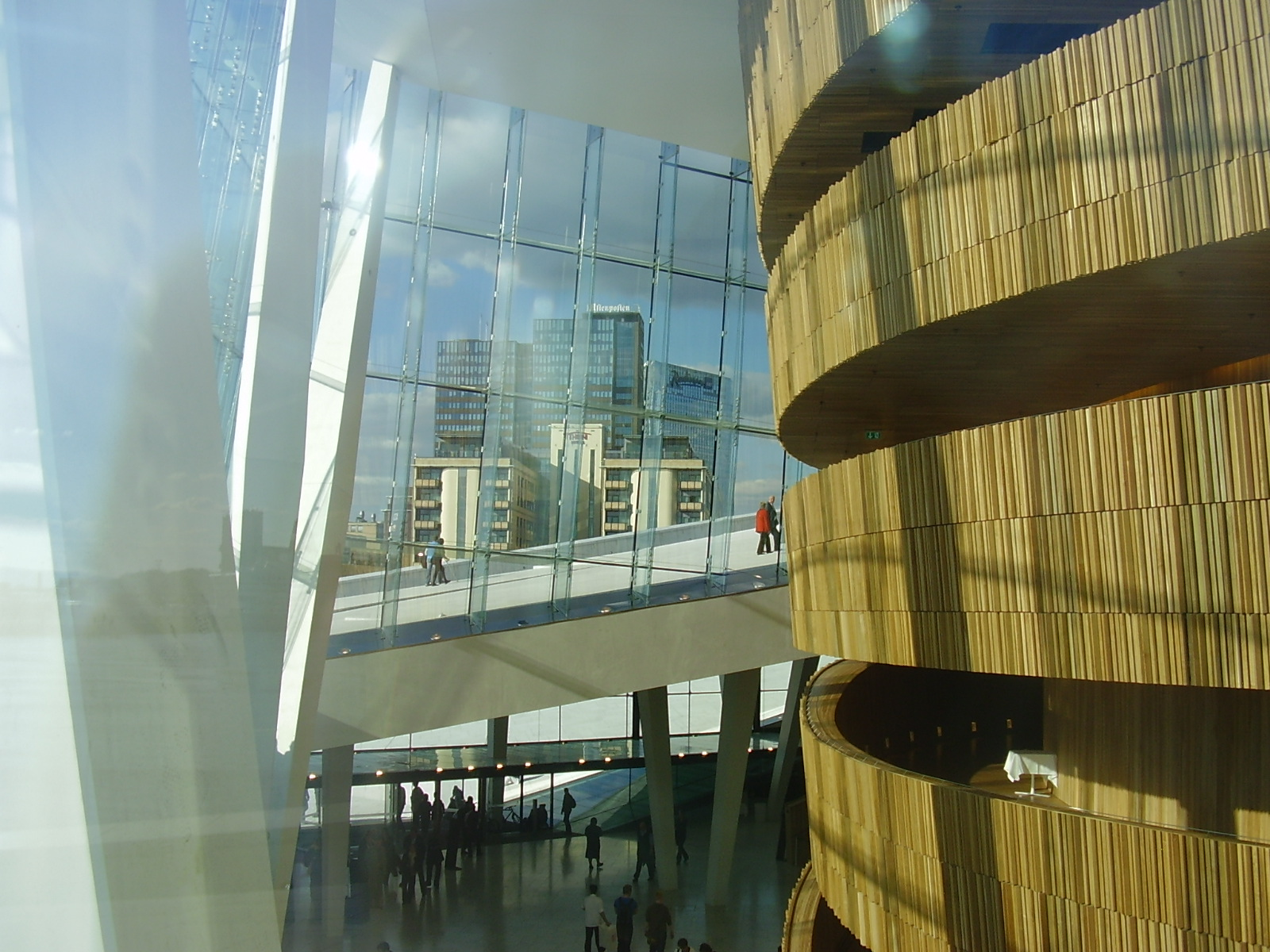
Ingang, lobby

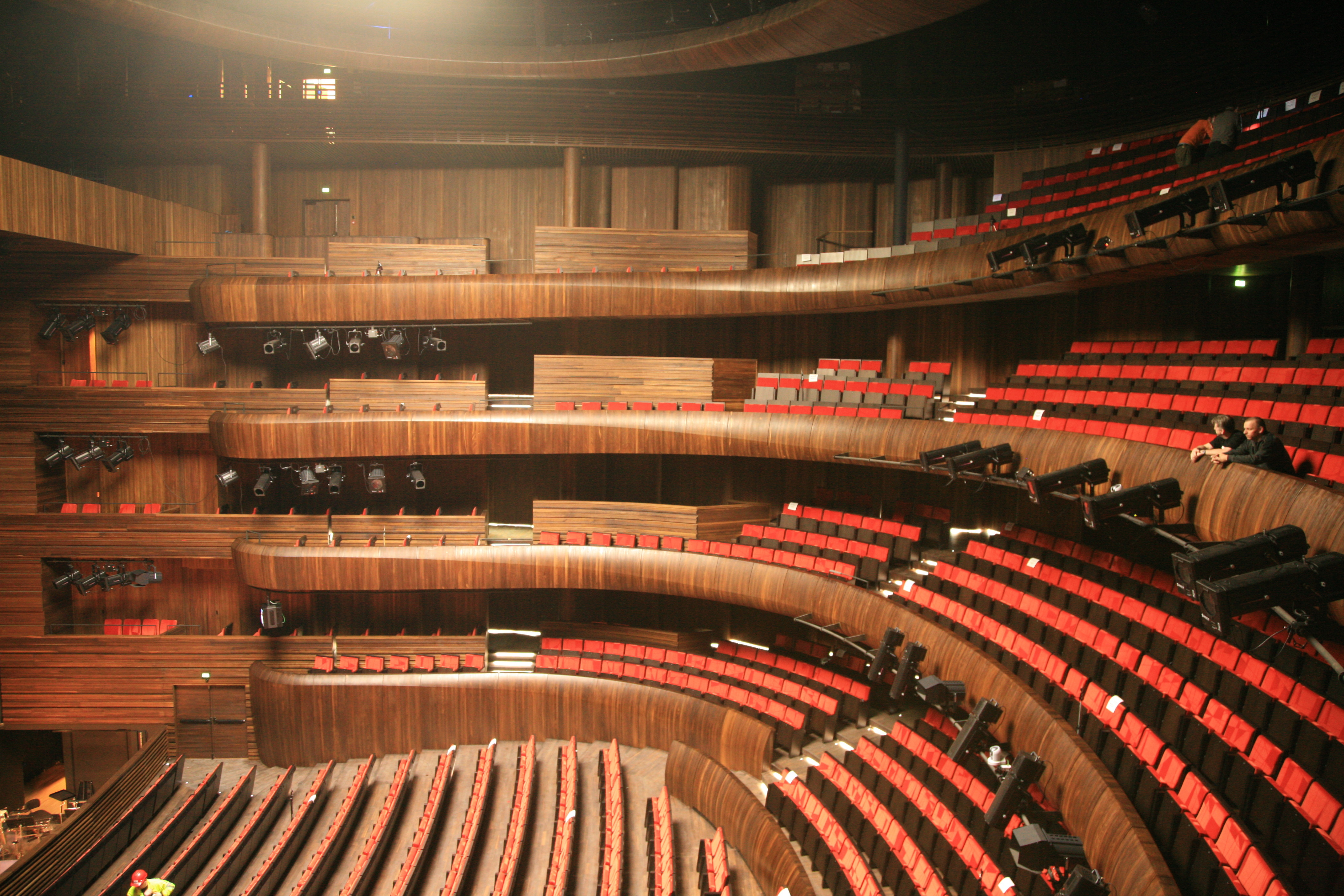
Grote zaal met 1.364 zitplaatsen

Het Operahuis (Noors: Operahuset i Oslo) is een opera in en van Oslo. Dit gebouw werd in 2008 voltooid en is sindsdien de thuishaven van het Noors Nationaal Opera en Ballet (Den Norske Opera & Ballett).
Het gebouw is gelegen aan de Oslofjord in de wijk Bjørvika, vlak bij MUNCH en de Deichmanbibliotheek. Het is afgewerkt met Italiaans carraramarmer en wit graniet en lijkt als een ijsberg uit het water op te duiken. Binnen is vooral eikenhout gebruikt. Het is de grootste cultuurtempel die in Noorwegen werd gebouwd sinds de Nidaros-domkerk, die rond 1300 werd voltooid.
De operazaal biedt plaats aan 1.364 personen. Het podium is 16 m breed en 40 m diep. Verlichting wordt geboden door een ovale kandelaar, die 5.800 handgemaakte kristallen bevat. De twee kleinere zalen zijn geschikt voor 400 en 200 toeschouwers. Het operagebouw heeft 1.100 kamers en een totale oppervlakte van 38.500 m².
De dakconstructie kan als een groot hellend vlak worden benut, vanwaar bezoekers een panoramisch zicht op Oslo geboden wordt. Bepaalde gedeeltes van dit dak zijn ook aangepast voor gebruik door skateboarders.

## Geschiedenis
Na uitvoerige discussies werd in 1999 in het Storting besloten een bouwproject te starten. Een architectuurwedstrijd met 350 participanten werd gewonnen door de Noorse firma Snøhetta, die als visitekaartje ook reeds de Bibliotheca Alexandrina in het Egyptische Alexandrië kon voorleggen. Het project werd van 2003 tot 2007 door architect Tarald Lundevall uitgevoerd en kostte in totaal 4,4 miljard Noorse kronen, 300 miljoen kronen minder dan het geplande budget.
Het operagebouw werd op 12 april 2008 ingewijd door Harald V van Noorwegen in aanwezigheid van onder meer Margrethe II van Denemarken en de Finse president Tarja Halonen.
In 2008 werd het bouwproject bekroond als cultuurgebouw op het World Architecture Festival in Barcelona. In 2009 was het de winnaar van de European Union Prize for Contemporary Architecture (Mies van der Rohe Award).